# 914-es busz (Pécs)
A pécsi 914-es jelzésű autóbusz egy megszűnt éjszakai autóbuszvonal, a járatok a 48-as tér - Szamárkút - Ledina - Engel János út vonalon közlekedtek. Útvonala a 48-as tér és Szamárkút között (valamint vissza a Király utcáig) azonos volt a 39-es járat útvonalával, a Király utcától az Engel János útig pedig a 27-es járat és a 40-es járat útvonalával.
Ellenkező irányban 924-es jelzéssel közlekedett.

## Története
1978-ban a Kossuth tér és Ezeréves között 3 pár éjszakai járat közlekedett(00.45, 01.45, 03.10 illetve 01.05 02.05 03.30 indulással), Szamárkút és Kossuth tér között pedig egy (4.05 indulással). 1987-ben két, a jelenlegihez hasonló járat közlekedett: 0.50-es indulással Konzum - Szamárkút - Lámpásvölgy - Gesztenyés - Konzum vonalon, 3.00-kor pedig ugyanezen a körön járt, csak fordítva.
2008-ban 48-as tér - Ágoston tér - Gesztenyés útvonalon közlekedett, 2009-től csak a Kórházig közlekedik. 2010-től jár Szamárkút betéréssel, és utána a Felsővámház utca - Vadász utca útvonalon. 2011. január 2-ától csak az Engel János útig közlekedik.

## Útvonala
A járatok útvonala:
| 48-as tér - Engel János út: |
| --- |
| - 48-as tér - Zsolnay Vilmos út - Lánc utca - Alsóhavi utca - Ady Endre utca - Wass Albert utca - Ady Endre utca - Alsóhavi utca - Király utca - Felsővámház utca - Vadász utca - Engel János József utca |

## Hasznos linkek
- Az PK Zrt. hivatalos oldala
- Menetrend
- Megnézheti, hol tartanak a 914-es buszok